# Giovanni Pranzini
Giovanni Pranzini (Castel San Pietro, 4 dicembre 1875 – Carpi, 22 giugno 1935) è stato un vescovo cattolico italiano.

## Biografia
Nato a Castel San Pietro, in provincia di Bologna, il 4 dicembre 1875, viene ordinato sacerdote per l'arcidiocesi di Bologna il 15 agosto 1899 . Nato nell'Emilia Romagna dell'Ottocento fu uno dei primi alti prelati ad intraprendere un dialogo con le forze di sinistra , ebbe contrasti con Mussolini sia da massimalista socialista, sia a seguito del potere fascista dopo di alcuni attacchi fascisti all'azione cattolica e alle federazioni socialiste.
Nei primi anni di sacerdozio è cappellano a Mirabello; diviene arciprete fino al 1918 quando viene nominato parroco a Sant'Isaia (Bologna). A Mirabello fonda nel 1900 una Cassa rurale, l'anno successivo istituisce la Casa del lavoro in cui vengono accolte ragazze, affidate alle Suore della Carità.
Viene nominato vescovo ausiliare di Bologna e titolare di Diocesarea di Palestina il 13 giugno 1921 e consacrato a Bologna il successivo 26 giugno dal cardinale Vittorio Amedeo Ranuzzi de' Bianchi, coconsacranti il vescovo di Faenza Vincenzo Bacchi e il vescovo di Piacenza Ersilio Menzani.
Il 18 novembre 1924 viene nominato vescovo di Carpi. Incontra il giovane Zeno Saltini, a cui trasmette la sua esperienza dell'operare nel sociale, facendogli da guida spirituale nella vocazione al sacerdozio.
Nel 1929 organizza il primo congresso eucaristico diocesano.
Nel 1931 ordina sacerdote don Zeno Saltini.
Cura personalmente il bollettino diocesano da lui voluto e promuove la ristrutturazione e l'ampliamento dell'episcopio e della chiesa del cimitero di Carpi.
Muore il 22 giugno 1935 all'età di 59 anni. La sua salma riposa nel cimitero di Carpi fino al 28 marzo 1988, quando viene traslata in cattedrale e tumulata nel pavimento antistante l'altare di San Valeriano, vicino ad altri vescovi locali.

## Genealogia episcopale
La genealogia episcopale è:
- Cardinale Scipione Rebiba
- Cardinale Giulio Antonio Santori
- Cardinale Girolamo Bernerio, O.P.
- Arcivescovo Galeazzo Sanvitale
- Cardinale Ludovico Ludovisi
- Cardinale Luigi Caetani
- Cardinale Ulderico Carpegna
- Cardinale Paluzzo Paluzzi Altieri degli Albertoni
- Papa Benedetto XIII
- Papa Benedetto XIV
- Papa Clemente XIII
- Cardinale Marcantonio Colonna
- Cardinale Giacinto Sigismondo Gerdil, B.
- Cardinale Giulio Maria della Somaglia
- Cardinale Carlo Odescalchi, S.I.
- Cardinale Costantino Patrizi Naro
- Cardinale Lucido Maria Parocchi
- Cardinale Pietro Respighi
- Cardinale Vittorio Amedeo Ranuzzi de' Bianchi
- Vescovo Giovanni Pranzini